# القنطرة غرب (مركز)
مركز القنطرة غرب، مركز إداري مصري. يقع في محافظة الإسماعيلية الواقعة في جمهورية مصر العربية. القاعدة الإدارية للمركز هي مدينة القنطرة غرب.